# Radio Umwizero

Logo

Radio Umwizero (en français : « Radio de l'espoir ») est une station de radio privée du Burundi qui a émis pour la première fois en 1996 et qui est toujours opérationnelle. Elle était financée par l'Union européenne.

## Histoire
Radio Umwizero, première radio indépendante d’ampleur transnationale (elle était écoutée dans tout le Burundi, mais aussi dans le sud du Rwanda, l’Ouest tanzanien et l’est du Congo), a été créée par une alliance de professionnels français et burundais de l’information et de l’humanitaire. Ce sont d’abord des personnalités françaises de l’ONG AAH (Association pour l'action humanitaire), les anciens fondateurs de Médecins sans frontières, Bernard Kouchner et Pierre Pradier, qui ont lancé l’idée après avoir constaté qu’il fallait des médias dédiés à la paix pour lutter contre les médias de haine qui venaient d’orchestrer le génocide rwandais (1994, Radio Télévision Libre des Mille Collines. Pour éviter le pire dans un Burundi déjà en guerre, l’objectif était de mettre en place à Bujumbura une radio généraliste avec comme ligne éditoriale la neutralité, les droits humains et sociaux et l’assistance humanitaire. 
Radio Umwizero fut créé le 19 février 1996, la rédaction comprenait des professionnels français et burundais, toutes ethnies confondues. 
Elle joua un rôle de premier plan dans une région en profonde crise humanitaire et politique. Des millions de réfugiés étaient entassés dans des camps à l’intérieur du Burundi et à la frontière congolaise, tandis que les affrontements armés se multipliaient entre mouvements rebelles et forces gouvernementales.
En 2000, à la suite des difficultés financières, du départ des professionnels français et du désengagement des bailleurs occidentaux, Radio Umwizero connut d’importantes difficultés et des scissions internes. La radio connut une nouvelle naissance sous le nom de Radio Bonesha.

## Objectif
L'objectif affiché par la radio était de restaurer la paix en donnant la priorité aux actions de la société civile locale Burundi et à celles des organisations non-gouvernementales internationales.

## Programmation
Les bulletins d'information et les magazines d'actualité garantissaient une ligne éditoriale axée sur la neutralité politique, la non-violence et le droit humanitaire. 
Il s'agissait aussi d'un radio musicale et jeunes, avec de nombreuses émissions de divertissement. La diffusion se faisait en français, mais aussi en kirundi et en swahili.